# Pécs-Külváros vasútállomás
Pécs-Külváros vasútállomás egy Baranya vármegyei vasútállomás, Pécs városában, a MÁV üzemeltetésében. A belvárostól nem messze fekszik délkeleti irányban, közúti elérését csak önkormányzati utak biztosítják.

## Megközelítés tömegközlekedéssel
Az autóbuszok a 48-as térnél állnak meg, amely a vasútállomástól 3-400 méterre található.
- Helyi busz:  2, 2A, 2E, 4, 4Y, 13, 13E, 13Y, 14, 14Y, 15, 15A, 20, 21, 21A, 30Y, 60, 60A, 60Y, 102, 102Y, 104, 104E, 104Y, 121

## Vasútvonalak
Az állomást az alábbi vasútvonalak érintik:
- Pécs–Bátaszék-vasútvonal
- Pécs–Mohács-vasútvonal

## Kapcsolódó állomások
A vasútállomáshoz az alábbi állomások vannak a legközelebb:
- Pécs vasútállomás (Pécs–Bátaszék-vasútvonal, Pécs–Mohács-vasútvonal)
- Pécs-Gyárváros megállóhely (Pécs–Bátaszék-vasútvonal)
- Pécsbánya-Rendező vasútállomás (Pécs–Mohács-vasútvonal)

## Forgalom
| Járat        | Útvonal | Gyakoriság |
| ------------ | --- | ---------- |
| személyvonat | Pécs – Pécs-Külváros – Pécsbánya-Rendező – Pécsudvard – Szőkéd – Áta – Kistótfalu – Vokány – Palkonya – Villánykövesd – Villány – Márok – Bóly – Nagynyárád – Középmező – Mohács | Napi 2 pár |
| személyvonat | Pécs – Pécs-Külváros – Pécsbánya-Rendező – Pécsudvard – Szőkéd – Áta – Kistótfalu – Vokány – Palkonya – Villánykövesd – Villány – Magyarbóly (– Beli Manastir (Pélmonostor))     | 2 óránként |